# Kenny Brokenburr
Kenny Brokenburr (eigentlich Kenneth Brokenburr; * 29. Oktober 1968 in Winter Haven) ist ein ehemaliger US-amerikanischer Sprinter.
Bei den Olympischen Spielen 2000 in Athen wurde er im Vorlauf der 4-mal-100-Meter-Staffel eingesetzt und trug so zum Sieg des US-Teams bei.
2003 siegte er bei den Panamerikanischen Spielen in Santo Domingo über 200 Meter. Mit der US-Stafette belegte er den ersten Platz, wurde aber disqualifiziert, weil seinem Teamkollegen Mickey Grimes Doping mit Ephedrin nachgewiesen wurde.
1998 wurde er US-Hallenmeister über 60 Meter.

## Persönliche Bestzeiten
- 50 m (Halle): 5,80 s, 9. Januar 1999, Saskatoon
- 60 m (Halle): 6,52 s, 28. Februar 1998, Atlanta
- 100 m: 10,04 s, 12. Juni 1997, Indianapolis
- 200 m: 20,04 s, 16. April 2000, Walnut